# Sinteză chimică
Sinteza chimică este procesul de a obține compuși chimici plecând de la substanțe mai simple.
Scopul principal al sintezei chimice, este de a produce noi substanțe chimice, și dezvoltarea de metode mai economice și eficiente pentru a sintetiza substanțe naturale deja cunoscute, cum ar fi de exemplu acidul acetilsalicilic (prezent în frunze de salcie albă Salix alba) sau acidul ascorbic sau vitamina C, care este deja în mod natural în multe legume.
De asemenea, sinteza chimică permite obținerea unor substanțe chimice care nu există în mod natural, cum ar fi otel, în plasticuri sau adezive.
În prezent, există aproximativ 11 milioane substanțe chimice de sinteză catalogate și se estimează că, zilnic, se obțin peste 2000.
Progresul științific a permis o dezvoltare mare a tehnicilor de sinteză chimică. Inițial aceste produse se obțineau ocazional deși, în prezent, este posibil să se efectueze simulări pe calculator înainte de a experimenta în laborator.